# Hartwig von Hundt-Radowsky
Hartwig von Hundt-Radowsky, eigentlich Hartwig Hundt (* 15. Mai 1780 in Schlieven bei Parchim; † 15. August 1835 in Burgdorf, Schweiz), war ein deutscher Autor und Vordenker eines teilweise eliminatorischen, das heißt auf Vernichtung dringenden Antisemitismus.

## Leben

### Frühes Scheitern, später Neubeginn
Hartwig Hundt war der zweite Sohn des bürgerlichen mecklenburgischen Gutsbesitzers Johann Hundt. Er wuchs in einem pietistischen und judenfeindlich eingestellten Elternhaus auf. Hartwig überstand mehrere lebensbedrohliche Erkrankungen. Sein älterer Bruder starb an Scharlach. Zur intensiven Bibellektüre angewiesen, entwickelte der Junge eine irrationale „Wut“ auf das Alte Testament, insbesondere auf „das schmutzige Hohe Lied Salomo’s“. Seine Schulbildung erhielt er durch Hauslehrer und die Große Stadtschule Parchim. 1802 verheiratete er sich mit Lucie Seidel, der Tochter eines Pastors und Beichtvaters der Familie Hundt. Der Vater überließ ihm ein Rittergut zur Bewirtschaftung, das er mit seiner Verschwendungs- und Spielsucht rasch verschuldete. Johann Hundt übernahm die Bürgschaft, doch der Zusammenbruch der Agrarkonjunktur riss beide Familien in den wirtschaftlichen Ruin. Mit Unterstützung seiner Schwiegereltern begann Hundt ein Jurastudium an der Universität Helmstedt. Dort verfasste er 1807 den Gedichtband Blüten des Lebens. Ende 1809 ließ er sich als Advokat in Parchim nieder, wo er bis 1813 blieb. Er verließ Frau und Sohn und zog mit dem Vorsatz, als Schriftsteller sein Geld zu verdienen, nach Berlin. Seine Familie hat er nicht mehr wiedergesehen. Die Ausbildung des Sohnes zum Juristen finanzierten wiederum die Schwiegereltern. Dieser heiratete 1834, der Aufenthaltsort des Vaters war ihm unbekannt. Laut Heiratsakten der Stadt Dürkheim heiratete Hundts geschiedene Frau dort 1836 im Alter von 57 Jahren einen protestantischen Pfarrer.

### Prekäre Existenz als Schriftsteller
In Berlin arbeitete Hundt zunächst als Hauslehrer und verschaffte sich 1815, nicht zuletzt wegen der Bezugnahme auf Theodor Körners populäres Buch Leyer und Schwert, mit den antinapoleonischen Kriegsgedichten Harfe und Speer eine begrenzte Bekanntheit. Als freier Mitarbeiter für Friedrich Arnold Brockhaus’ Conversations-Lexikon zog er 1817 für einige Monate nach Altenburg. Er kehrte bald nach Berlin zurück, seine finanzielle Situation blieb prekär. Er bemühte sich um Kontakte, schwindelte mit privaten wie beruflichen Angaben, verkaufte jeweilige „Originalmanuskripte“ an mehrere Verleger gleichzeitig und legte sich die Namenserweiterung Radowsky und das angemaßte Adelsprädikat „von“ zu, das er allerdings nach wenigen Jahren wieder ablegte.

### Demagogenzeit
Wohl im Herbst 1817 begann er mit der Materialsammlung zu einer antijüdischen Schrift, die unter dem Titel Pickenick für die Juden bei dem in Leipzig und Merseburg tätigen Verleger Ernst Klein erscheinen sollte, aber zunächst zurückgestellt wurde. Im Jahr darauf kritisierte er in einer Broschüre den preußischen Erbadel und forderte die Aufhebung der Pressezensur. Als Herausgeber zeichnete er für die kurzlebige Zeitschrift Der Erzähler. Eine Unterhaltungsschrift für Gebildete verantwortlich, in der er eine eigene antisemitische Erzählung (Das Loos Nummer 99) platzierte. Ein geplanter Beitrag Achim von Arnims kam nicht zustande. Unmittelbar nach der Ermordung August von Kotzebues am 23. März 1819 wurde eine Flugschrift Hundts verbreitet, in der er die These vertrat, dass Carl Ludwig Sand ein psychisch gestörter Einzelgänger und seine Tat nicht politisch motiviert gewesen sei. Der Mord an Kotzebue wurde von Metternich zum Anlass für die Unterdrückung nationaler und liberaler Bestrebungen genommen und lieferte die Begründung für die Karlsbader Beschlüsse vom September 1819 und die anschließende Demagogenverfolgung. Als in Berlin die Verfolgung der führenden nationaldeutschen Repräsentanten einsetzte, zog Hundt nach Plagwitz bei Leipzig, denn in der Stadt selbst verweigerten ihm die Behörden die Niederlassung.
Hier schrieb er weiter Zeitungsartikel und wandte sich scharf gegen die reformfeindliche Bodenpolitik des Adels. Der Adel trage die Schuld an der widernatürlichen Verstädterung, die nur zu Armut und Sittenverderbnis geführt habe. Die deutschen Freiheitskämpfer habe man überdies nur mit „Medaillen von Stückgut“ abgespeist. In einem weiteren Beitrag bezeichnete er die Juden erstmals öffentlich als „Ungeziefer.“ Da Hundt befürchten musste, wegen seiner Veröffentlichungen verfolgt zu werden, floh er weiter nach Schwarzburg-Sondershausen.
Vor dem Hintergrund der Hep-Hep-Krawalle im Sommer 1819 „schwenkt[e] er endgültig auf die gewaltsame Revolution ein, die er als erweiterten, irgendwie in organisierte Bahnen zu lenkenden Pogrom fantasierte.“ Parallel zum Inkrafttreten der Karlsbader Beschlüsse propagierte er unter dem Pseudonym „Friedrich Fürstentreu“ den Schulterschluss mit den nationaldeutschen Demagogen. Gleichzeitig, im September 1819, brachte sein früherer Verleger Klein Hundts einzigen und antijüdischen Roman Truthähnchen auf den Markt, der bereits im Frühjahr, noch vor Sands Attentat, abgeschlossen worden war. Wegen der darin enthaltenen persönlichen Beleidigungen versuchten die preußischen Behörden das Buch zu konfiszieren und untersagten die Verlagswerbung. Ludwig Börne befand, das Buch sei „anfänglich leidlich unsauber [...] zuletzt ein wahrer Schweinestall.“

### Frühantisemitische Pamphlete
Der Roman Truthähnchen stand am Beginn einer Serie teils mehrbändiger Pamphlete, in denen Hundts judenfeindliches Welterklärungsmodell Motive, Vorwürfe, Beschuldigungen und Denkfiguren des traditionellen christlichen Antijudaismus, einer einseitig ausgelegten rationalistischen Religionskritik und völkisch-nationaler Ideen vor dem Hintergrund politischer, sozialer und wirtschaftlicher Verwerfungen zusammenführte und radikalisierte. Inhaltlich und formal gehörte seine Ablehnung der Integration und Emanzipation der Juden zur „fanatischen“ Variante des Frühantisemitismus. Mit einem „sozialhistorischen Krisenmodell“ allein kann sie nicht hinreichend erklärt werden. Gerade die Würzburger Hep-Hep-Krawalle entstanden nicht im Umfeld einer sozioökonomischen Krise, sondern entzündeten sich an der Gleichstellungsdiskussion. Hundt sprach sich für eine Vertreibung, ja Vernichtung der Juden aus und benutzte verdichtete biologisch-anthropologische Metaphern, so dass er im Grunde „überhaupt keine[r] entwickelte[n] Rassentheorie“ bedurfte.
Zwischen 1819 und 1828 entstanden die Hetzschrift Judenspiegel – Ein Schand- und Sittengemälde alter und neuer Zeit, ein „Klassiker des Judenhasses“, Die Judenschule, Der Christenspiegel und der Neue Judenspiegel. In der Judenschule führte er das Begriffspaar „weiße“ und „schwarze Juden“ ein:

„Gleich ihren schwarzen Brüdern betrachten die weißen Juden die Welt als ihr ausschließliches Eigentum; die Menschheit als einen Inbegriff thierischer Wesen, die nur erschaffen sind, den Launen und Grillen der legitimen Söhne Keturas zum Spiel und Opfer zu werden.“

„Weiße Juden“ waren ihm die meisten Engländer, Napoleon, altrömische Kaiser und die „weißadlichen Juden“ mit ihren Umtrieben an den Königs- und Fürstenhöfen. Wie der Historiker Peter Fasel ausführt, stand Hundts „Scheinprogressismus“ ganz „im Dienste des Judenhasses“, da er vom Wahn der allgegenwärtigen Juden besessen war.
Seinen im Sommer 1828 in Cannstatt gedruckten Neuen Judenspiegel oder Apologie der Kinder Israels bezeichnete Hundt als dem Judenspiegel entgegengesetzte Schrift. In ihr wollte er die „Ursache des Unglaubens und des geistigen und sittlichen Verderbens der Juden“ beleuchten. Die „täglich wachsende Sittenverderbnis“ sei vor allem für die Christen eine große Gefahr. Mit dieser neuerlichen Polemik, keinesfalls eine Apologie, reagierte Hundt auf die Diskussionen um die Judengesetzgebung im Königreich Württemberg. Da ihm eine „judenfreie“ Gesellschaft nicht mehr umsetzbar erschien, forderte er die bereits durch Friedrich Schleiermacher, Ernst Moritz Arndt und andere Autoren propagierte Integration der Juden durch Selbstaufgabe. Die „israelitische Race“ sollte durch Mischehen „veredelt“ werden, dadurch würden auch viele Reichtümer wieder an die Christen zurückfallen. Allerdings sollte dieses Privileg nur den tatsächlich „entjudeten“ und zum Christentum konvertierten Juden vorbehalten sein. Mit dem Neuen Judenspiegel suchte Hundt den Anschluss an die großteils judenfeindliche deutsch-liberale Opposition.

### Nach der Julirevolution von 1830
Hundt, der nach dem Judenspiegel erst nach Frankreich, dann in die Schweiz geflüchtet war, wurde im Dezember 1828 wegen seiner antikirchlichen Polemik aus dem Kanton Appenzell Ausserrhoden ausgewiesen und ließ sich von Februar 1829 bis Dezember 1831 in Vaihingen bei Stuttgart nieder. 1830 erschien von ihm der Christenspiegel, in dem er forderte, das Christentum müsse sich vom „faulichten Stamm“ seiner jüdischen Wurzeln lösen und sich zwischen dem alttestamentlichen Gott und Jesus entscheiden. Nach der Julirevolution von 1830 beurteilte er die politischen Verhältnisse in Frankreich und England grundsätzlich positiv, seine antijüdische Befangenheit vermochte er aber nicht zu überwinden. Seine Judenschule erschien in einer autorisierten Neuauflage, die lediglich im Titel abgeändert wurde (Die Juden, wie sie waren, wie sie sind und wie sie seyn werden). Der Stuttgarter Verleger Schweizerbart publizierte 1831 Hundts Schweizerspiegel sowie Polen und seine Revolution. Im Schweizerspiegel trat er für einen süddeutschen Bund unter Einschluss der Schweiz ein, mit einer volkstümlichen Verfassung unter einem Erbkaisertum, und polemisierte gegen adlige und geistliche Willkürherrschaft. In seiner zweibändigen Schrift über den Polnischen Aufstand propagierte er die „Reinheit“ je eigener „Volkstumsrechte“ und schlug die Auflösung des russischen „Völkergefängnisses“ und des Vielvölkerstaates Österreich vor. Ein Großdeutschland sollte demnach nur christliche Volksdeutsche umfassen.
Beide Bücher wurden innerhalb des Deutschen Bundes verboten und Hundt wechselte im Januar 1832 nach Straßburg. Der Druck und Vertrieb oppositioneller Literatur wurde hier von den kooperierenden Verlagen der Witwe Silbermann und G. L. Schuler besorgt. Hundt schrieb für den deutschsprachigen Courrier du Bas-Rhin (Niederrheinischer Kurier) und Schuler brachte Ueber die Gewaltstreiche der Regierungen in konstitutionellen Staaten sowie das nach dem zweiten Heft aufgrund von Interventionen aus Deutschland eingestellte, als ultraradikal geltende Periodikum Die Geissel heraus. Nach französischem Recht wurde Hundt aus dem grenznahen Département Bas-Rhin nach Nancy verwiesen, wo er bis zum Frühjahr 1834 lebte.
In die Schweiz zurückgekehrt, wandte sich Hundt von Liestal aus mit der Bitte um eine Anstellung an Carl Langlois in Burgdorf, den verantwortlichen Verleger des Berner Volksfreund. In dessen Redaktion arbeiteten neben Bernhard Lizius auch Johann Wilhelm Sauerwein und Johann Kaspar Georg Herold, die Hundt aus Straßburg kannte. Herold hatte für Hundts Geissel einen Artikel beigesteuert. Im Sommer 1834 bezog er in Burgdorf ein Zimmer, schrieb nun ebenfalls für den Volksfreund und veröffentlichte im Verlag von Langlois seine letzte Broschüre Die sieben Todsünden der Liberalen. In ihr propagierte er ein „militantes gesamtschweizerisches Nationalbewusstsein.“ Im Zusammenhang mit seinen Anklagen gegen „Despotismus“, „Junkerthum“, „Pfaffenwesen“ und „Geldaristokratie“ griff er erneut auf seine Metapher der „weißen Juden“ zurück.

### Das Ende
Hundt beabsichtigte eine Schrift über die politische Polizei zu veröffentlichen, worüber er das Leitungskomitee des Geheimbundes Junges Deutschland in Bern in Kenntnis setzte. Bernhard Lizius, nach der Ausweisung Karl Schappers am 3. Oktober 1834 führendes Mitglied des Bundes, schickte daraufhin, wohl noch im Oktober 1834, den Medizinstudenten Ludwig Lessing nach Burgdorf, um Hundt „ernstlich zu ersuchen, den Druck seiner Schrift über die geheime Polizei […] die er trotz des Verbots von Seiten des Comite’s, weil es [sic] zu verrückt ist, drucken lassen wollte, zu unterlassen und überhaupt nichts mehr zu publiciren, weil seine Schriften von keinem besonderen Erfolge für unsere Sache wären.“
Der Inhalt der „verrückten“, nie veröffentlichten Schrift wird durch Lizius’ redaktionelle Tätigkeit auch dem Verleger und den Herausgebern des Berner Volksfreunds bekannt gewesen sein. Da Hundts Texte geeignet waren, die Schweiz in politische Schwierigkeiten zu bringen, drängte Hans Schnell, Mitherausgeber der Zeitung und Großrat des Kantons Bern, darauf, Hundt aus der Zeitung und aus dem Verlag zu entlassen. Geistig und körperlich zerrüttet, war Hundt ab November 1834 vollkommen isoliert und von Almosen abhängig. Die autobiographisch gefärbte Jugendgeschichte mit dem Titel Wiechart oder Bruchstücke aus dem Leben eines alten Demagogen ließ er noch kurz vor seinem Tod von einem Bekannten zum Druck anbieten. Der alkoholkranke Hundt war dazu selbst nicht mehr in der Lage. Die „Ruine der ehemaligen Altdeutschen“ (so ein Polizeibericht) starb am 15. August 1835 in Burgdorf.

## Werkauswahl
- Blüten des Lebens. Erste Sammlung. Maurer, Berlin 1807
- Harfe und Speer. Monumentum exegi. Nauck, Berlin und Leipzig 1815
- Kotzebues Ermordung in Hinsicht ihrer Ursachen und ihrer wahrscheinlichen literarischen Folgen für Deutschland. Petri, Berlin 1819 [und Gräff, Leipzig 1819]
- Ueber die große preußische Verschwörung. Voigt, Sondershausen [„Germanien“] 1819
- Judenspiegel. Ein Schand- und Sittengemälde alter und neuer Zeit. Voigt [„Christian Schlagehart“], Sondershausen [„Würzburg“] 1819
- (Hrsg.): Der Erzähler. Eine Unterhaltungsschrift für Gebildete, Bände 1–2. Hayn, Berlin 1819
- Truthähnchen. Ein satyrisch-komischer Roman. Klein, Merseburg 1820
- Die Judenschule, oder gründliche Anleitung, in kurzer Zeit ein vollkommener schwarzer oder weißer Jude zu werden, Bände 1–3. Griphi [„Jerusalem in der neuen Buchhandlung“ / „London“], Aarau (Stuttgart?) 1822/23
  - 1. Band als Digitalisat und Volltext im Deutschen Textarchiv
  - 2. Band als Digitalisat und Volltext im Deutschen Textarchiv
  - 3. Band als Digitalisat und Volltext im Deutschen Textarchiv
- Neuer Judenspiegel, oder Apologie der Kinder Israels. Richter, Cannstatt 1828
- Der Christenspiegel, oder Betrachtungen über unmittelbare Offenbarungen, über Jesus Lehre und Christentum, Bände 1–3. Hoffmann, Stuttgart 1830
- Der Schweizerspiegel, ein Angebinde für Schweizer und Nicht-Schweizer, für Regenten und Völker, für Geistliche, Pfaffen und Laien. Schweizerbart, Stuttgart 1831
- Polen und seine Revolution, Bände 1–2. Schweizerbart, Stuttgart 1831
- Ueber die Gewaltstreiche der Regierungen in konstitutionellen Staaten, besonders in Rücksicht der neuesten Maßregeln gegen die Preßfreiheit in Baiern, Würtemberg und Baden. Schuler, Straßburg 1832
- Die Geissel. Zwei Hefte, Schuler, Straßburg 1832
- Die Sieben Todsünden der Liberalen. Langlois, Burgdorf 1834
- Wiechart oder Bruchstücke aus dem Leben eines alten Demagogen, Bände 1–3. Banga und Honegger, Liestal 1835